# アッサニー・ポンラチャン
アッサニー・ポンラチャン（อัศนี พลจันทร,
1918年9月15日 - 1987年11月28日）は、ナーイピーの名で知られるタイの詩人、作家、革命家。ラーチャブリー県出身。

## 略歴
アッサニーは、1918年9月15日ラーチャブリー県ムアンラーチャブリー郡タムボン・ナームアン バーン・ターサオで生まれる。1936年タンマサート大学政治学部入学。大学時代に文学に興味を持ち、ナーイピーのペンネームで創作を始める。卒業後、1941年12月21日三等検察補佐官としてパッタニー県へ赴任。サラブリー県、アユタヤ県などを転々とし、1952年に離職。その後、ピブーンソンクラーム政権の言論統制の中、アッサニーは反政府活動に従事しつつ、ペンネームや居住地を変え、身を隠しながら作品を世に出していった。1961年にはタイ国共産党幹部サーイファイの名で再び姿を現したが、その後のタイ国共産党弾圧によりベトナム、中国などに亡命を余儀なくされ、1987年11月28日ラオス ウドムサイ県にて客死。1997年11月22日アッサニーの遺骨はタイに返還された。

## 作品

### 詩
- 『東北』1952年（อีศาน）- 1952年のタイ東北部の大旱魃に触発されて書いたもの。
- 『望郷』1982年（คิดถึงบ้าน、もしくはเดือนเพ็ญ）

### 短編
- 『何のための医者』

### 邦訳
- 岩城雄次郎 編訳 「ナーイピー」『タイ現代詩選‐アジアの現代文芸[タイ]⑧』財団法人大同生命国際文化基金 1994年 p.195－205。以下収録4篇[1]
  - 『濡れ手で粟の、いい商売』1951年
  - 『おいらはジャック、鬼どもを殺せ』1951年
  - 『東北』1952年
  - 『望郷』